# Dasychira cydista
Dasychira cydista är en fjärilsart som beskrevs av Collenette 1954. Dasychira cydista ingår i släktet Dasychira och familjen tofsspinnare. Inga underarter finns listade i Catalogue of Life.